# Liste des porte-avions de la Royal Navy
Cet article contient la liste des porte-avions de la Royal Navy.

## Liste

### Classe Argus
| Nom             | Nombre d'avions | Image | Déplacement | Quille | Lancement       | Mise en service  | Destin                        |
| --------------- | --------------- | ----- | ----------- | ------ | --------------- | ---------------- | ----------------------------- |
| HMS Argus (I49) | 18              |       | 16 028 t    | 1914   | 2 décembre 1917 | 6 septembre 1918 | Vendu à la ferraille en 1946. |

### Classe Courageous
| Nom                 | Nombre d'avions | Image | Déplacement | Quille       | Lancement      | Mise en service | Destin |
| ------------------- | --------------- | ----- | ----------- | ------------ | -------------- | --------------- | --- |
| HMS Courageous (50) | 48              |       | 27 423 t    | 18 mai 1915  | 5 février 1916 | 4 novembre 1916 | Converti en porte-avions entre 1924 et 1928. Coulé par le U-29, le 17 septembre 1939.                                  |
| HMS Glorious (77)   | 48              |       | 27 859 t    | 1er mai 1915 | 20 avril 1916  | janvier 1917    | Converti en porte-avions entre 1924 et 1930. Coulé par les navires allemands Scharnhorst et Gneisenau, le 8 juin 1940. |
| HMS Furious (47)    | 36              |       | 28 957 t    | 1914         | 15 août 1916   | 4 juillet 1917  | Converti en porte-avions entre 1921 et 1925. Vendu à la ferraille en 1948.                                             |

### Classe Eagle
| Nom                                    | Nombre d'avions | Image | Déplacement | Quille          | Lancement   | Mise en service | Destin                                |
| -------------------------------------- | --------------- | ----- | ----------- | --------------- | ----------- | --------------- | ------------------------------------- |
| HMS Eagle (94) (ex-Almirante Cochrane) | 21              |       | 26 417 t    | 20 février 1913 | 8 juin 1918 | 20 février 1924 | Torpillé le 11 août 1942 par le U-73. |

### Classe Hermes
| Nom             | Nombre d'avions | Image | Déplacement | Quille          | Lancement         | Mise en service | Destin                                                   |
| --------------- | --------------- | ----- | ----------- | --------------- | ----------------- | --------------- | -------------------------------------------------------- |
| HMS Hermes (95) | 20              |       | 13 209 t    | 15 janvier 1918 | 11 septembre 1919 | 18 février 1924 | Coulé par la marine impériale japonaise le 9 avril 1942. |

### Classe Ark Royal
| Nom                | Nombre d'avions | Image | Déplacement | Quille      | Lancement     | Mise en service  | Destin                                  |
| ------------------ | --------------- | ----- | ----------- | ----------- | ------------- | ---------------- | --------------------------------------- |
| HMS Ark Royal (91) | 54              |       | 28 165 t    | 16 mai 1935 | 13 avril 1937 | 16 novembre 1938 | Coulé par le U-81, le 14 novembre 1941. |

### Classe Unicorn
| Nom               | Nombre d'avions | Image | Déplacement | Quille       | Lancement        | Mise en service | Destin                        |
| ----------------- | --------------- | ----- | ----------- | ------------ | ---------------- | --------------- | ----------------------------- |
| HMS Unicorn (I72) | 35              |       | 20 626 t    | 26 juin 1939 | 20 novembre 1941 | 12 mars 1943    | Vendu à la ferraille en 1960. |

### Classe Illustrious
| Nom                  | Nombre d'avions | Image | Déplacement | Quille           | Lancement         | Mise en service  | Destin                        |
| -------------------- | --------------- | ----- | ----------- | ---------------- | ----------------- | ---------------- | ----------------------------- |
| HMS Illustrious (87) | 36              |       | 31 020 t    | 27 avril 1937    | 5 avril 1939      | 25 mai 1940      | Vendu à la ferraille en 1956. |
| HMS Formidable (67)  | 40              |       | 31 020 t    | 17 juin 1937     | 17 août 1939      | 24 novembre 1940 | Vendu à la ferraille en 1956. |
| HMS Victorious (R38) | 36              |       | 31 020 t    | 4 mai 1937       | 14 septembre 1939 | 14 mai 1941      | Vendu à la ferraille en 1969. |
| HMS Indomitable (92) | 45              |       | 31 020 t    | 10 novembre 1937 | 26 mars 1940      | 10 octobre 1941  | Vendu à la ferraille en 1955. |

### Classe Implacable
| Nom                     | Nombre d'avions | Image | Déplacement | Quille          | Lancement        | Mise en service | Destin                        |
| ----------------------- | --------------- | ----- | ----------- | --------------- | ---------------- | --------------- | ----------------------------- |
| HMS Implacable (R86)    | 54              |       | 33 148 t    | 21 février 1939 | 10 décembre 1942 | 28 août 1944    | Vendu à la ferraille en 1955. |
| HMS Indefatigable (R10) | 54              |       | 33 148 t    | 3 novembre 1939 | 8 décembre 1942  | 3 mai 1944      | Vendu à la ferraille en 1956. |

### Classe Colossus
| Nom                 | Nombre d'avions | Image | Déplacement | Quille           | Lancement         | Mise en service  | Destin |
| ------------------- | --------------- | ----- | ----------- | ---------------- | ----------------- | ---------------- | --- |
| HMS Colossus (R61)  | 48              |       | 18 624 t    | 1er juin 1942    | 30 septembre 1943 | 16 décembre 1944 | Loué à la Marine nationale française en août 1946 pour une durée de cinq ans et vendu à cette dernière en 1951.                                                             |
| HMS Glory (R62)     | 48              |       | 18 624 t    | 27 août 1942     | 27 novembre 1943  | 2 avril 1945     | Vendu à la ferraille en 1961. |
| HMS Ocean (R68)     | 48              |       | 18 624 t    | 8 novembre 1942  | 8 juillet 1944    | 8 aout 1945      | Vendu à la ferraille en 1962. |
| HMS Theseus (R64)   | 48              |       | 18 624 t    | 6 janvier 1943   | 6 juillet 1944    | 9 février 1946   | Vendu à la ferraille en 1962. |
| HMS Triumph (R16)   | 48              |       | 18 624 t    | 27 janvier 1943  | 2 novembre 1944   | 6 mai 1946       | Vendu à la ferraille en 1981. |
| HMS Venerable (R63) | 48              |       | 18 624 t    | 3 décembre 1942  | 30 décembre 1943  | 17 janvier 1945  | Vendu aux Pays-Bas en 1948 et renommé HNLMS Karel Doorman (R81), puis vendu à l'Argentine en 1969 et renommé ARA Veinticinco de Mayo (V-2).                                 |
| HMS Vengeance (R61) | 48              |       | 18 624 t    | 16 novembre 1942 | 23 février 1944   | 15 janvier 1945  | Transféré dans la Royal Australian Navy entre 1953 et 1955, puis vendu au Brésil en 1956 et renommé NAeL Minas Gerais ; désarmé en 2001.                                    |
| HMS Warrior (R31)   | 48              |       | 18 624 t    | 12 décembre 1942 | 20 mai 1944       | 2 avril 1945     | Il sert dans la Royal Canadian Navy entre 1946 et 1948, dans la Royal Navy entre 1948 et 1958 et dans la Marine argentine entre 1959 et 1969 sous le nom ARA Independencia. |
| HMS Perseus (R51)   | 48              |       | 18 624 t    | 1er janvier 1943 | 26 mars 1944      | 19 octobre 1945  | Vendu à la ferraille en 1958. |
| HMS Pioneer (R76)   | 48              |       | 18 624 t    | 2 décembre 1942  | 20 mai 1944       | 8 février 1945   | Vendu à la ferraille en 1954. |

### Classe Majestic
| Nom                   | Nombre d'avions | Image | Déplacement | Quille           | Lancement         | Mise en service  | Destin |
| --------------------- | --------------- | ----- | ----------- | ---------------- | ----------------- | ---------------- | --- |
| HMS Majestic (R77)    | 37              |       | 18 375 t    | 15 avril 1943    | 28 février 1945   | 28 octobre 1955  | Vendu à la Royal Australian Navy en 1947 et mis en service dans cette dernière en 1955 ; démoli en 1985.                                                         |
| HMS Hercules (R49)    | 37              |       | 18 375 t    | 12 novembre 1943 | 22 septembre 1945 | 4 mars 1961      | Acheté par l'Inde en janvier 1957, rebaptisé INS Vikrant (R11), mis en service 1961, déclassé en 1997, démoli en 2014.                                           |
| HMS Leviathan (R97)   | 37              |       | 18 375 t    | 18 octobre 1943  | 7 juin 1945       |                  | N'ayant pas trouvé de repreneur, il n'est jamais complété et il est démoli en 1968.                                                                              |
| HMS Magnificent (R36) | 37              |       | 18 375 t    | 29 juillet 1943  | 16 novembre 1944  | 21 mars 1948     | Prêté à la Marine royale du Canada à la fin de 1948 et mise en service dans cette dernière en mars 1948. Il est rendu à la Royal Navy en 1957 et démoli en 1965. |
| HMS Powerful (R95)    | 37              |       | 18 375 t    | 21 novembre 1943 | 27 février 1945   | 17 janvier 1957  | Vendu au Canada le 23 avril 1952, puis complété avec une conception modifiée et renommé NCSM Bonaventure.                                                        |
| HMS Terrible (R93)    | 37              |       | 18 375 t    | 19 avril 1943    | 30 septembre 1944 | 16 décembre 1948 | Vendu en 1948 à la Royal Australian Navy et renommé HMAS Sydney.                                                                                                 |

### Classe Audacious
| Nom                                   | Nombre d'avions | Image | Déplacement | Quille          | Lancement    | Mise en service | Destin                                                                      |
| ------------------------------------- | --------------- | ----- | ----------- | --------------- | ------------ | --------------- | --------------------------------------------------------------------------- |
| HMS Eagle (R05) (ex-Audacious)        | 60              |       | 50 752 t    | 24 octobre 1942 | 19 mars 1946 | 5 octobre 1951  | Mise hors service le 26 janvier 1972 et démoli en 1978.                     |
| HMS Ark Royal (R09) (ex-Irresistible) | 50              |       | 54 816 t    | 3 mai 1943      | 3 mai 1950   | 25 février 1955 | Mise hors service le 14 février 1979 et démoli en 1980.                     |
| HMS Eagle                             | 60              |       | 54 816 t    | 19 avril 1944   |              |                 | Annulé en janvier 1946, alors qu'il est complété à 23% et démoli sur place. |
| HMS Africa                            | 60              |       | 54 816 t    |                 |              |                 | Annulé le 15 octobre 1945.                                                  |

### Classe Centaur
| Nom                            | Nombre d'avions | Image | Déplacement | Quille       | Lancement       | Mise en service    | Destin                                                                         |
| ------------------------------ | --------------- | ----- | ----------- | ------------ | --------------- | ------------------ | ------------------------------------------------------------------------------ |
| HMS Centaur (R06)              | 42              |       | 26 620 t    | 30 mai 1944  | 22 avril 1947   | 1er septembre 1953 | Démoli en 1972.                                                                |
| HMS Albion (R07)               | 42              |       | 28 246 t    | 22 mars 1944 | 16 mars 1947    | 26 mai 1954        | Démoli en 1973.                                                                |
| HMS Bulwark (R08)              | 42              |       | 26 620 t    | 10 mai 1945  | 22 juin 1948    | 4 novembre 1954    | Mise hors service en 1981 et démoli en 1984.                                   |
| HMS Hermes (R12) (ex-Elephant) | 42              |       | 28 246 t    | 21 juin 1944 | 16 février 1953 | 25 novembre 1959   | Mise hors service en 1984, vendu à l'Inde en 1986 et renommé INS Viraat (R22). |
| HMS Hermes                     | 42              |       | 28 246 t    | 21 juin 1944 |                 |                    | Annulé en octobre 1945 et démoli sur place.                                    |
| HMS Arrogant                   | 42              |       | 28 246 t    | 1944         |                 |                    | Annulé en octobre 1945 et démoli sur place.                                    |
| HMS Monmouth                   |                 |       |             |              |                 |                    | Annulé.                                                                        |
| HMS Polyphemus                 |                 |       |             |              |                 |                    | Annulé.                                                                        |

### Classe Malta
| Nom             | Nombre d'avions | Image | Déplacement | Quille | Lancement | Mise en service | Destin                      |
| --------------- | --------------- | ----- | ----------- | ------ | --------- | --------------- | --------------------------- |
| HMS Malta       | 80              |       | 57 711 t    |        |           |                 | Annulé le 13 décembre 1945. |
| HMS New Zealand | 80              |       | 57 711 t    |        |           |                 | Annulé le 13 décembre 1945. |
| HMS Gibraltar   | 80              |       | 57 711 t    |        |           |                 | Annulé le 15 octobre 1945.  |
| HMS Africa      | 80              |       | 57 711 t    |        |           |                 | Annulé le 15 octobre 1945.  |

### Classe Queen Elizabeth (CVA-01)
| Nom                   | Nombre d'avions | Image | Déplacement | Quille | Lancement | Mise en service | Destin          |
| --------------------- | --------------- | ----- | ----------- | ------ | --------- | --------------- | --------------- |
| HMS Queen Elizabeth   | 50              |       | 55 375 t    |        |           |                 | Annulé en 1966. |
| HMS Duke of Edinburgh | 50              |       | 55 375 t    |        |           |                 | Annulé en 1966. |

### Classe Invincible
| Nom                   | Nombre d'avions | Image | Déplacement | Quille           | Lancement         | Mise en service   | Destin                                                     |
| --------------------- | --------------- | ----- | ----------- | ---------------- | ----------------- | ----------------- | ---------------------------------------------------------- |
| HMS Invincible (R05)  | 20              |       | 22 353 t    | juillet 1973     | 3 mai 1977        | 11 juillet 1980   | En réserve depuis le 11 août 2005, destiné à la ferraille. |
| HMS Illustrious (R06) | 20              |       | 22 353 t    | 7 octobre 1976   | 1er décembre 1981 | 20 juin 1982      | Retiré du service actif en 2014.                           |
| HMS Ark Royal (R07)   | 20              |       | 22 353 t    | 14 décembre 1978 | 2 juin 1981       | 1er novembre 1985 | Retiré du service actif le 11 mars 2011.                   |

### Classe Queen Elizabeth
| Nom                       | Nombre d'avions | Image | Déplacement | Quille         | Lancement        | Mise en service  | Destin      |
| ------------------------- | --------------- | ----- | ----------- | -------------- | ---------------- | ---------------- | ----------- |
| HMS Queen Elizabeth (R08) | 40              |       | 66 043 t    | 7 juillet 2009 | 4 juillet 2014   | 4 décembre 2017  | En service. |
| HMS Prince of Wales (R09) | 40              |       | 66 043 t    | 26 mai 2011    | 8 septembre 2017 | 10 décembre 2019 | En service. |

### En anglais
- (en) J. J. Colledge et Ben Warlow, Ships of the Royal Navy : The Complete Record of All Fighting Ships of the Royal Navy from the 15th Century to the Present, Naval Institute Press, 2006, 396 p. (ISBN 978-1-86176-281-8, OCLC 67375475).
- (en) Duncan Redford et Philip D. Grove, The Royal Navy : A History Since 1900, Londres, I.B.Tauris, 2014, 352 p. (ISBN 978-1-78076-782-6 et 178076782X).

### En français
- Jean Moulin, Les Porte-avions de la Seconde Guerre mondiale, Rennes, Marines Editions, 2009, 95 p. (ISBN 978-2-35743-034-1 et 2357430346).
- Antony Preston, Histoire des porte-avions, PML Editions, 1987, 192 p. (ASIN B003WZ5JXI).
- Alexandre Sheldon-Duplaix, Histoire mondiale des porte-avions : des origines à nos jours, Boulogne-Billancourt, France, ETAI, 2006, 223 p. (ISBN 978-2-7268-8663-2, OCLC 145734827).